# Manuel Mirabal

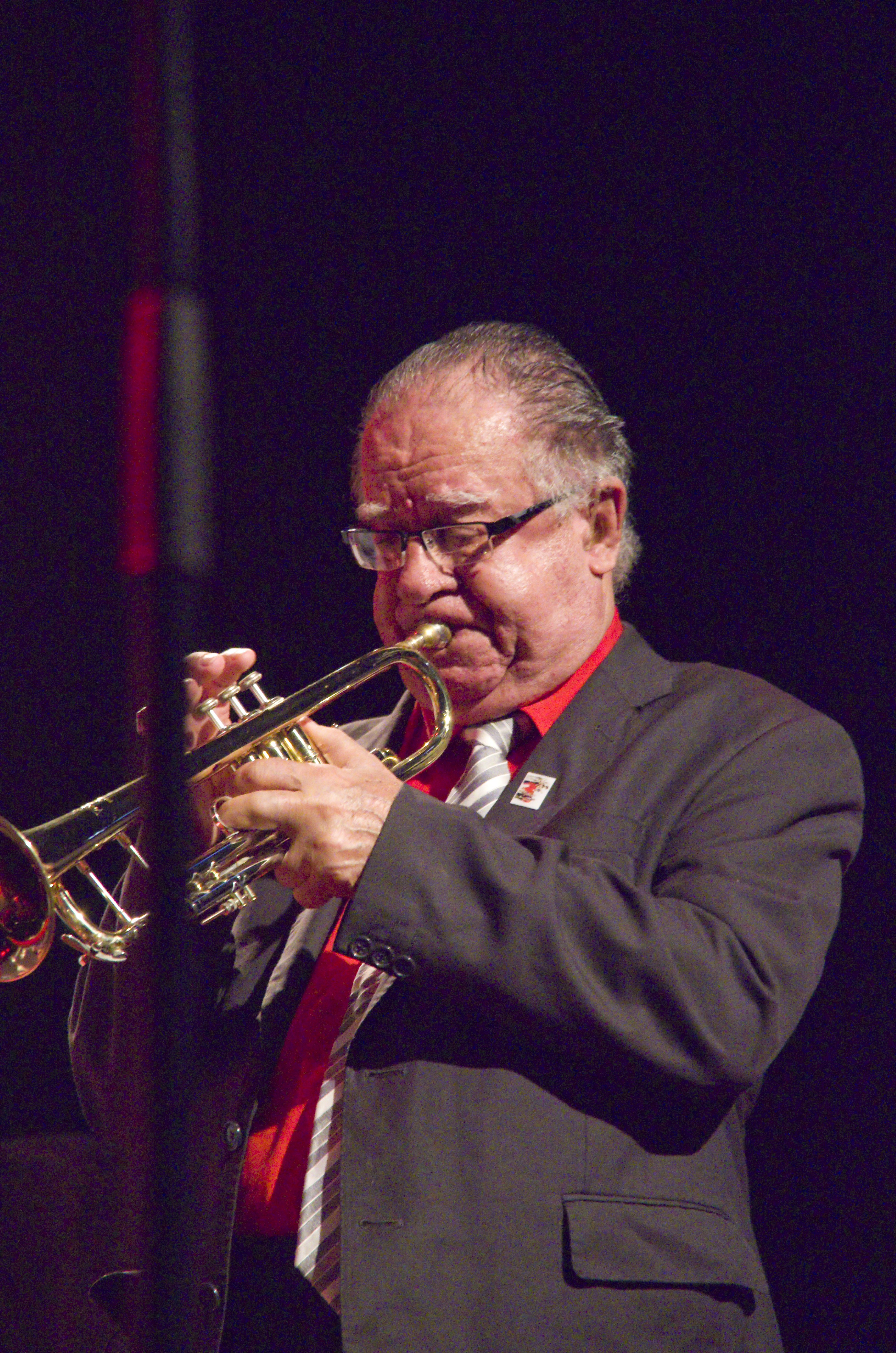
Manuel Mirabal mit dem Orquesta Buena Vista Social Club auf dem ZMF 2015 in Freiburg

Luis Manuel Mirabal Vázquez (* 5. Mai 1933 in Melena del Sur; † 28. Oktober 2024 in Havanna), auch bekannt als „El Guajiro“, war ein kubanischer Trompeter. Weltweite Bekanntheit erlangte er durch das Album Buena Vista Social Club, das von dem amerikanischen Gitarristen Ry Cooder produziert wurde, sowie durch den gleichnamigen Film von Wim Wenders.

## Biografie
Manuel Mirabal wurde am 5. Mai 1933 im Dorf Melena del Sur in der heutigen kubanischen Provinz Mayabeque geboren. Da sein Vater Leiter der örtlichen Musikband war, bekam er schon als Kind Zugang zur Musik. Musikalische Fähigkeiten erlangte er durch seinen Vater sowie durch seine Schwester, der er beim Lernen von Gesang und Klavier zusah. Neugierig versuchte er, mit Instrumenten der Band zu spielen, darunter Klarinette und Saxophon. Mit elf Jahren entschied er sich für die Trompete. Mit zwölf Jahren wurde er in die Band seines Vaters aufgenommen. Mirabal lernte sehr schnell, sodass er im Alter von 18 Jahren in der Band Conjunto Universal spielte, die in kleineren Städten nahe Havanna auftrat. Ab 1953 war er in der Jazzband Swing Casino tätig, die zu den damals vielen Bands gehörte, die sich der nordamerikanischen Musik widmeten, als Kuba beliebter Aufenthaltsort vieler reicher Amerikaner war.
Auf der ständigen Suche nach Veränderungen gründete Mirabal 1956 die Band Conjunto Rumbavana. Mit dieser trat er mit einer Art der kubanischen Son-Musik sowie den Musikstilen des Guarachas und des Mambos in vielen Nachtclubs, Casinos und bei Karneval-Veranstaltungen über Kuba hinaus auf. Durch die Mitwirkung der Sänger Lino Borges und Raúl Planas wurde die Band schnell erfolgreich, sodass Conjunto Rumbavana schließlich zu den größten kubanischen Musikgruppen gehörte. 1959 wurde er in die Musikgruppe Banda de Musica Marianao aufgenommen. Mirabal verließ das Conjunto Rumbavana 1960 kurz vor deren zweiter internationalen Tournee, um sich dem renommierten Riverside Orchestra des Nachtclubs „Tropicana“ anzuschließen. 
1967 begann er als Gründungsmitglied des Orquesta Cubana de Música Moderna ein weiteres musikalisches Projekt, dem er 23 Jahre lang bis zu seiner Auflösung angehörte. Unter der Leitung des Saxophonisten Armando Romeu verhalf die Gruppe vielen kubanischen Persönlichkeiten des Jazz wie Guillermo Barreto (Perkussionist), Arturo Sandoval (Trompete), Paquito D’Rivera (Saxophon), Juan-Pablo Torres (Posaune) sowie den Pianisten Gonzalo Rubalcaba und Chucho Valdés zu Erfolgen. Das Orquesta Cubana de Música Moderna verband erfolgreich Elemente der klassischen kubanischen Musik mit neuen Ideen, sodass sich die Musik der Gruppe in der Zeit der späten 1960er-Jahre bis in die Mitte der 1970er-Jahre besonders als Filmmusik in den kubanischen Kinos etablierte.
In dieser Zeit tourte Mirabal zudem unabhängig von seiner Band mit den Musikern Oscar D’León und José Feliciano. 1973 kehrte er in das „Tropicana“ zurück, dessen Musikgruppe damals von Demetrio Muñiz geleitet wurde. Die folgenden 30 Jahre blieb er dem Orchester des „Tropicana“ erhalten. Die Herkunft seines Künstlernamens ist umstritten. Bei BMG heißt es, dass er den Namen El Guarjiro von Tito Gómez, dem Lead-Sänger vom Orquesta Riverside aufgrund dessen Ländlicher Herkunft bekam. Die World Music Central meint hingegen, dass Oscar d’Leon Mirabal El Guajiro de Cuba nannte, als dieser 1980 zu Besuch in Havanna war.
Mirabal gehörte zu den kubanischen Musikern, die sich 1996 am Projekt Buena Vista Social Club des amerikanischen Gitarristen Ry Cooder beteiligten. Seine nach dem Projekt erschienenen Solo-Platten publizierte er unter dem Namen „Buena Vista Social Club presents …“, darunter auch das Album Buena Vista Social Club Presents Manuel Guajiro Mirabal, das er zu Ehren der kubanischen Musiklegende Arsenio Rodríguez aufnahm. Das 2004 herausgegebene Album wurde 2005 für die Latin Grammy Awards und 2006 für die Latin Music Billboard Awards nominiert.
In seiner langjährigen Zeit als aktiver Musiker arbeitete er mit den größten kubanischen Musikern wie Ibrahim Ferrer, Omara Portuondo, Rubén González und Compay Segundo zusammen. Nach vielen internationalen Tourneen zog sich Mirabal 2003 aus der Musik zurück. Ende Oktober 2024 starb er im Alter von 91 Jahren in Havanna. Er wurde auf dem Friedhof von Colón beigesetzt.

## Auszeichnungen
- Alejandro Carpentier Medallion[8]
- 2010 Gitana Tropical[1]
- Raul García Gomez Medallion[1]
- Verdienstmedaille der Fuerzas Armadas Revolucionarias[1]
- Mitglied der Nationalen Union der Schriftsteller und Künstler Kubas[6]